# Камилавка
Камилавка (гр. кαμιλαυκα или камилавкион (καμιλαυκιον), калимавкион (καλυμμαύχιον) или калимафи (καλιμαυι)) је део свештеничке одеће у Православној цркви. 
То је крута капа која може бити цилиндрична са равним, купастим ободом на врху (грчки стил), цилиндрично ширећа и равна на врху (руски стил), цилиндрична и равна на врху (српски стил) или цилиндрична са чврстом страном и меканим врхом (румунски стил). 
Најчешће је црне боје и носе је монаси или свештеници. Камилавку црвене, љубичасте или беле боје могу носити једино црквени великодостојници (патријарси, епископи и др). 